# Ausschließlichkeitsbindung
Unter einer Ausschließlichkeitsbindung versteht man im Kartellrecht im engeren Sinn jede exklusive Lieferungs- oder Abnahmeverpflichtung. Im weiteren Sinn sind darunter sämtliche Handlungsbeschränkungen zu verstehen, die der Marktbeherrscher seinen Geschäftspartnern rechtsgeschäftlich oder durch faktisches Tun auferlegt, z. B. durch die Englische Klausel.

## Formen
Die Erscheinungsformen der Ausschließlichkeitsbindung sind vielfältig. Primär ist natürlich an Alleinbezugs- und Alleinbelieferungsverpflichtungen zu denken, bei denen der Abnehmer/Lieferant auf eine Bezugsquelle bzw. auf einen Absatzkanal beschränkt wird, die Bindung also Hauptvertragsinhalt ist. Gleiche Wirkung können aber auch Vertragsgestaltungen haben, bei denen man das Vorliegen einer Ausschließlichkeitsbindung nicht auf den ersten Blick erkennt: Langfristige Lieferverträge, Mindestabnahmemengen, die einen Großteil des tatsächlichen Bedarfs ausmachen sowie Sonderkonditionen („Treuerabatte“) haben alle das Potential, den Markt abzuschotten (vgl. Bierlieferungsvertrag).

## Kartellrechtliche Beurteilung
Bei der kartellrechtlichen Beurteilung von Ausschließlichkeitsbindungen ist zunächst zu beachten, dass diese – in einem von unbeschränkter Konkurrenz geprägten Markt – durchaus positive Effekte haben: Sie „bieten dem Lieferanten insoweit den Vorteil einer gewissen Absatzgarantie, als der Wiederverkäufer aufgrund seiner Verpflichtung zum Alleinbezug und des ihm auferlegten Wettbewerbsverbots seine Verkaufsbemühungen auf den Absatz der Vertragswaren konzentriert. Die Verträge bewirken außerdem eine Zusammenarbeit mit dem Wiederverkäufer, die es dem Lieferanten ermöglicht, den Verkauf seiner Waren während der Vertragsdauer zu planen sowie Produktion und Vertrieb effizient zu organisieren“.
Alleinbezugs- und Alleinvertriebsabreden werden von der Vertikal-GVO (PDF) abhängig vom Marktanteil der Beteiligten freigestellt. Schließen Unternehmen, die höhere Marktanteile als 30 % haben, solche Verträge, dann ist ihre Beurteilung anhand von Art. 101 je nach den Umständen vorzunehmen.
Bei einer Ausschließlichkeitsbindung wird, aufgrund der oben genannten Vorteile, regelmäßig die Tatbestandsmäßigkeit von Art. 101 (PDF) AEUV bzw. § 1 GWB zu verneinen sein. Dies gilt dann nicht, wenn die Vertragsgestaltung zu einer erheblichen marktabschottenden Wirkung führt.
Etwas anderes ergibt sich, wenn einer der Beteiligten marktbeherrschend ist. In den Händen eines solchen Unternehmens sind Ausschließlichkeitsbindungen nämlich ein für den Wettbewerb höchst gefährliches Mittel, mit dem sich die eigene Marktmacht noch verstärken lässt. Solche Vereinbarungen sind deshalb gemäß Art. 102 AEUV sowie § 19 GWB und § 20 GWB verboten.